# Edward C. Mann

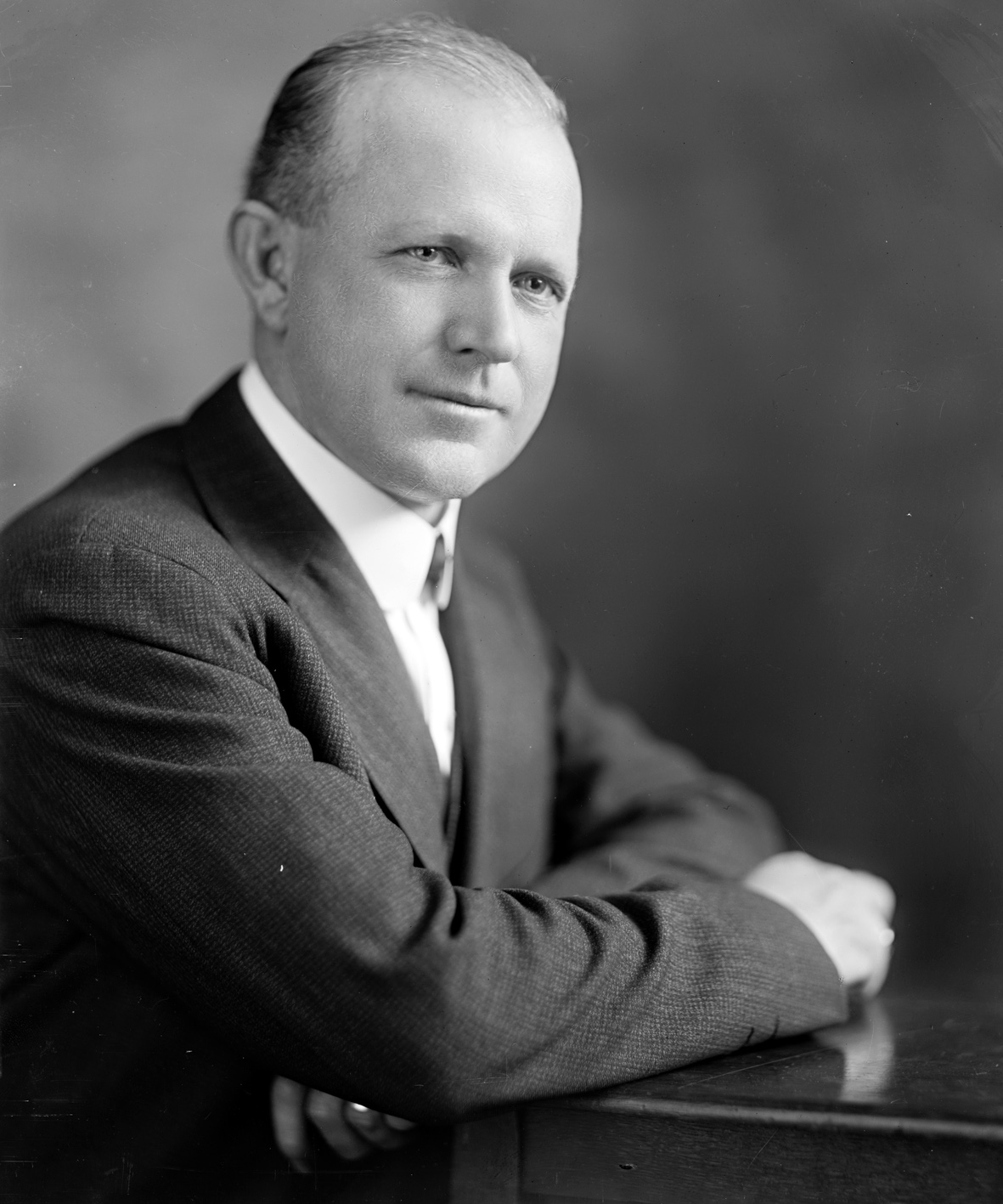
Edward C. Mann

Edward Coke Mann (* 21. November 1880 in Lowndesville, Abbeville County, South Carolina; † 11. November 1931 bei Rowesville, South Carolina) war ein US-amerikanischer Politiker. Zwischen 1919 und 1921 vertrat er den Bundesstaat South Carolina im US-Repräsentantenhaus.

## Werdegang
Edward Mann besuchte die öffentlichen Schulen seiner Heimat und danach bis 1901 die Militärschule The Citadel in Charleston. Anschließend arbeitete er ein Jahr lang als Lehrer und fünf weitere Jahre für eine Tabakfirma. Nach einem gleichzeitigen Jurastudium an der University of South Carolina in Columbia und seiner im Jahr 1906 erfolgten Zulassung als Rechtsanwalt begann er in St. Matthews in seinem neuen Beruf zu praktizieren. Zwischen 1916 und 1919 war er Staatsanwalt im ersten Gerichtsbezirk von South Carolina.
Politisch wurde Mann Mitglied der Demokratischen Partei. Nach dem Rücktritt des Kongressabgeordneten Asbury Lever wurde er bei der fälligen Nachwahl im siebten Wahlbezirk von South Carolina als dessen Nachfolger in das US-Repräsentantenhaus in Washington gewählt. Dort trat er am 7. Oktober 1919 sein neues Mandat an. Bis zum 3. März 1921 beendete er die angebrochene Legislaturperiode seines Vorgängers. In dieser Zeit wurde der 19. Verfassungszusatz verabschiedet, durch den das Frauenwahlrecht bundesweit eingeführt wurde.
Für die regulären Kongresswahlen des Jahres 1920 wurde Edward Mann von seiner Partei nicht mehr nominiert. In den folgenden Jahren arbeitete er wieder als Anwalt. Seit 1923 fungierte er im Orangeburg County als Master in Equity. Edward Mann starb am 11. November 1931 bei einem Jagdunfall in der Nähe von Rowesville. Er wurde in Orangeburg beigesetzt.